# Ralf Komorr
Ralf Komorr (ur. 5 lipca 1962 w Kilonii) – niemiecki aktor teatralny, telewizyjny i filmowy, znany głównie z roli w operze mydlanej Unter Uns. W latach 1981–1984 studiował aktorstwo w Kilonii. Występował w teatrach w Kilonii, Hamburgu, Lüneburgu i Hof.

## Filmografia
- 1988: Das Traumauto (TV) jako Pit
- 1989: Aufs Ganze (TV) jako Pit
- 1998-1999: Unter Uns jako Andreas Sandmann
- 1999: Mallorca - Suche nach dem Paradies jako Christian Brandt
- 1999: Nasz Charly jako Jürgen Kratzke
- 2001: Verbotene Liebe jako Andreas Goldmann
- 2007: Verbotene Liebe jako Stefan Rohmann
- 2009: Die Rosenheim-Cops jako Helmut Künast
- 2015: Die Rosenheim-Cops jako Dietmar Möhring
- 2018: Die Rosenheim-Cops jako dr Jens Schober